# Chave faca

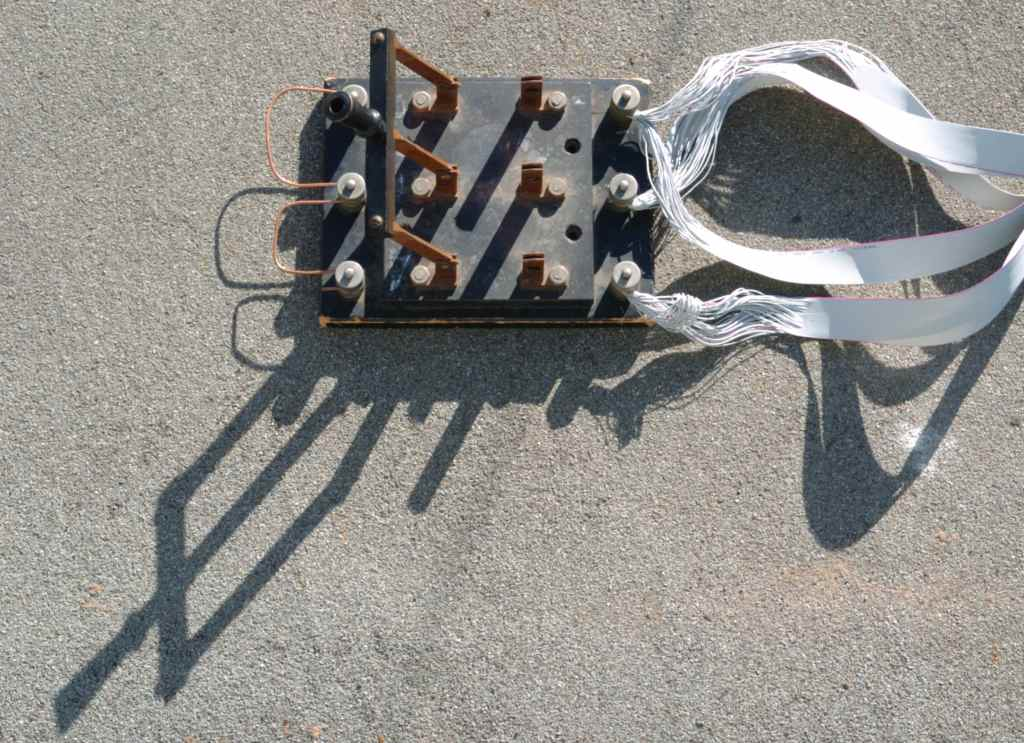
Chave faca tripolar.

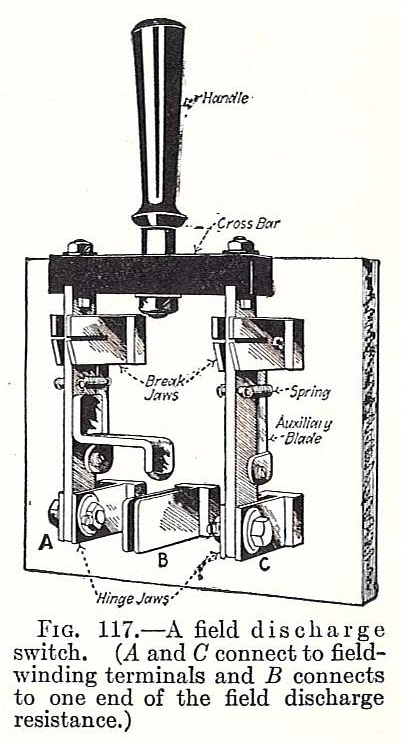
Uma chave faca de 1917, com contatos extras.

Uma chave faca é um tipo de interruptor utilizado para permitir ou não o fluxo de corrente em um circuito.